# Rob Jacobs
Rob Jacobs (Rotterdam, 15 oktober 1943) is een voormalig Nederlands voetballer en voetbaltrainer.

## Loopbaan

### Als voetballer
Jacobs maakte als spits in oktober 1963 zijn profdebuut voor Feijenoord. In twee seizoenen wist hij echter geen basisplaats te veroveren, waarna hij in 1965 naar Xerxes vertrok. Toen deze vereniging in 1968 uit het betaald voetbal verdween, ging Jacobs naar Excelsior. Onder trainer Bob Janse klom de Rotterdamse ploeg in twee jaar tijd op van de Tweede divisie naar de Eredivisie. In 1964 speelde Jacobs in het Nederlands militair elftal dat een gedeelde derde plaats behaalde op het Militaire wereldkampioenschap. In 1971 beëindigde hij zijn actieve loopbaan als voetballer, vanwege een chronische enkelblessure.

### Als trainer
Jacobs trainde van 1974 tot februari 1977 FC Ommoord. Hierna trainde hij twee seizoenen DHS. Van 1979 tot 1981 was Jacobs assistent van de achtereenvolgende Excelsior-trainers Thijs Libregts en Hans Dorjee. In het seizoen 1981-1982 kwam hij op eigen benen te staan en werd hij hoofdtrainer van SVV. Van 1982 tot 1986 was hij als hoofdcoach actief bij SBV Excelsior, waarmee hij vier jaar achter elkaar in de Eredivisie speelde. Geen enkele trainer deed hem dat na. Vervolgens trainde hij FC Groningen. Na een teleurstellend seizoen 1986/87, waarin de club overigens wel tot de derde ronde van de UEFA Cup reikte, en een slechte competitiestart in het daaropvolgende seizoen, werd Jacobs in september 1987 ontslagen. Ruim een maand later tekende hij tot het einde van het seizoen bij Roda JC. De club verkeerde het hele jaar in degradatienood, maar wist met een 15e plaats lijfsbehoud af te dwingen. In het bekertoernooi kwam Roda echter tot de finale, waarin het na een verlenging verloor van PSV. Aangezien PSV tevens landskampioen was, plaatste Roda JC zich door dit resultaat voor de Europacup II.

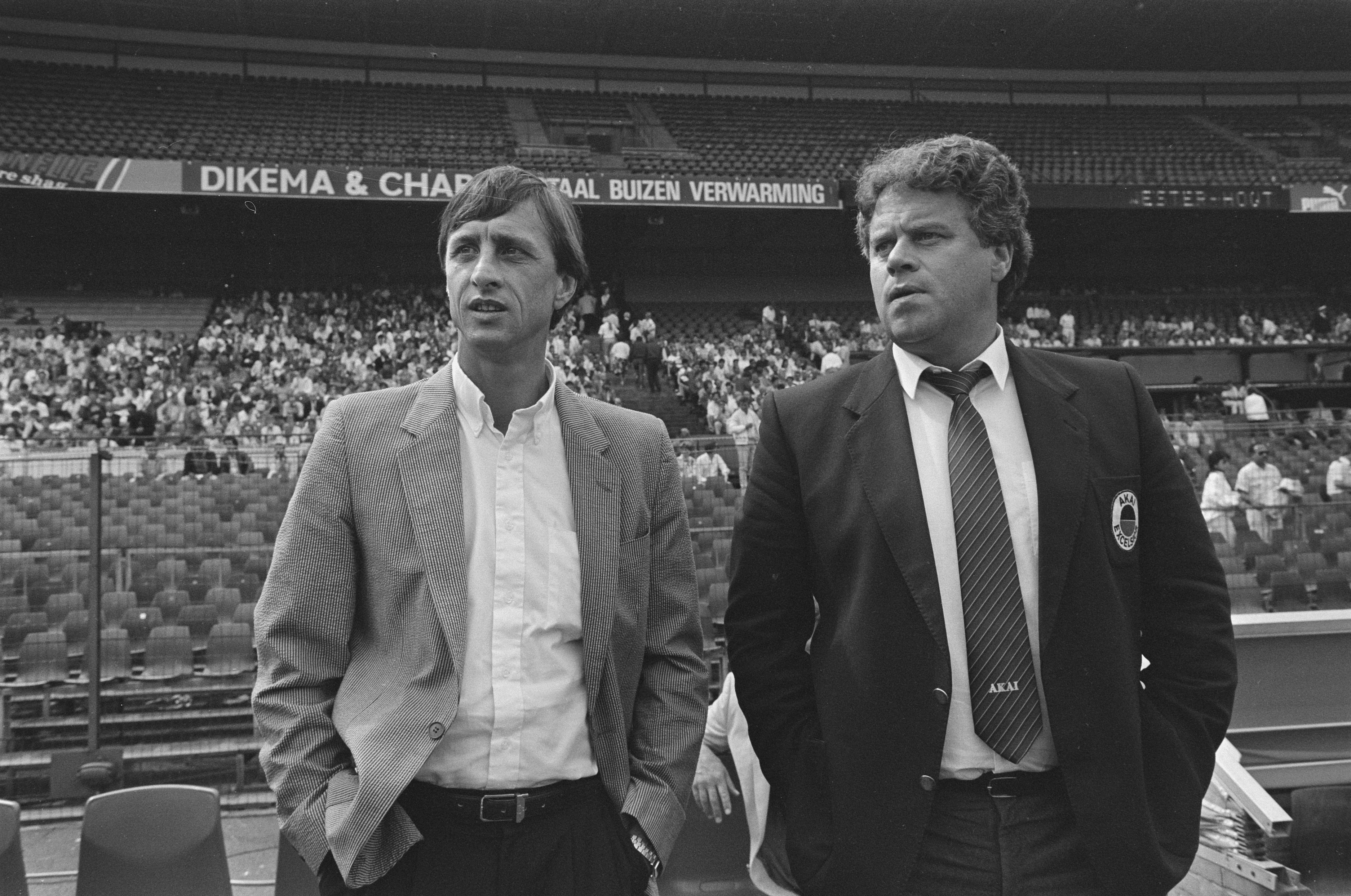
Johan Cruyff en Excelsior trainer Rob Jacobs.

Halverwege het seizoen bij Roda JC was al duidelijk geworden dat het dienstverband van Jacobs niet verlengd zou worden, waarna hij een tweejarig contract tekende bij Excelsior. Toen echter nog voor de ingangsdatum van het contract in juni 1988 Feyenoord interesse toonde en Jacobs te kennen gaf graag bij deze club aan de slag te willen gaan, maakte Excelsior een deal met Feyenoord. Beide ploegen speelden een oefenwedstrijd tegen elkaar, waarvan de opbrengst naar Excelsior ging, en in ruil daarvoor liet de club Jacobs naar Feyenoord vertrekken. Bij Feyenoord volgde Jacobs Rinus Israël op, die het voorgaande seizoen slechts zesde in de competitie was geworden en zich daardoor niet had weten te plaatsen voor Europees voetbal. Hoewel tijdens het seizoen werd afgesproken de samenwerking voort te zetten, besloot Jacobs na afloop van het seizoen, waarin Feyenoord vierde was geworden en zich daarmee plaatste voor Europees voetbal, wegens een gebrek aan vertrouwen van technisch directeur Hans Kraay zijn contract in te leveren. Hij trad vervolgens per direct in dienst bij het Griekse PAOK Saloniki.
Na anderhalf seizoen werd Jacobs in december 1990 wegens een conflict met drie Egyptische spelers op non-actief gesteld bij PAOK. Hij keerde terug naar Nederland en trad met ingang van seizoen 1991/92 in dienst van Sparta, zijn derde Rotterdamse club. In 1992 verlengde hij zijn contract tot 1995. Een jaar later vertrok hij echter opnieuw naar Griekenland waar hij in dienst trad van Panachaiki uit Patras. Na ontslag in maart 1994 tekende hij bij Eerstedivisionist EVV Eindhoven. Daar werd hij ruim twee jaar later ontslagen.
Vervolgens werkte Jacobs als assistent-trainer onder Henk Wullems bij het Indonesische Pelita Mastrans. Nadat Wullems bondscoach werd van Indonesië, volgde Jacobs hem op als hoofdtrainer van Pelita. Vanaf 1998 trainde hij Al-Ta'ee uit Hail in Saoedi-Arabië.
Hij is voetbalanalyticus voor de regionale zender RTV Rijnmond en sinds 2002 trainer bij Sportclub Neptunus - sinds 2011 na de fusie van Neptunus met Schiebroek' 94 onder de naam Neptunus-Schiebroek - weer trainer-coach, eerst van het eerste zondagelftal dat uitkomt in de 1e klasse, later nadat de club besluit tot uitsluitend zaterdagvoetbal trainer-coach van het 1e zaterdagelftal dat uitkomt in de 2e klasse. In de KNVB-West II was Jacobs de langst zittende trainer bij één club.
In 2008 verleende Rob Jacobs medewerking aan het televisieprogramma 3e Klasse D, waarin amateurvoetbalclub VV Tricht moest worden gered van degradatie. Jacobs werd in 2013, vijftig jaar na zijn debuut als profvoetballer, onderscheiden met de Erasmusspeld. Deze onderscheiding wordt uitgereikt aan mensen die zich op sociaal, cultureel en/of sportief gebied verdienstelijk hebben gemaakt voor Rotterdam.
Eind 2019 kwam zijn biografie “Rob Jacobs” uit, geschreven door Piet Ocks.

## Carrièrestatistieken
| Seizoen         | Club            | Land            | Competitie      | Competitie | Competitie | Beker | Beker | Internationaal | Internationaal | Overig | Overig | Totaal | Totaal |
| Seizoen         | Club            | Land            | Competitie      | Wed.       | Dlp.       | Wed.  | Dlp.  | Wed.           | Dlp.           | Wed.   | Dlp.   | Wed.   | Dlp.   |
| --------------- | --------------- | --------------- | --------------- | ---------- | ---------- | ----- | ----- | -------------- | -------------- | ------ | ------ | ------ | ------ |
| 1963/64         | Feijenoord      | Nederland       | Eredivisie      | –          | –          | –     | 0     | 0              | 0              | 0      | 0      | –      | –      |
| 1964/65         | Feijenoord      | Nederland       | Eredivisie      | –          | –          | –     | 0     | 0              | 0              | 0      | 0      | –      | –      |
| 1965/66         | Xerxes          | Nederland       | Eerste divisie  | –          | 3          | –     | 2     | 0              | 0              | 0      | 0      | –      | 5      |
| 1966/67         | Xerxes          | Nederland       | Eredivisie      | –          | 11         | 2     | 2     | 0              | 0              | 0      | 0      | –      | 13     |
| 1967/68         | Xerxes/DHC'66   | Nederland       | Eredivisie      | –          | 4          | –     | 0     | 0              | 0              | 0      | 0      | –      | 4      |
| 1968/69         | Excelsior       | Nederland       | Tweede divisie  | –          | 8          | –     | 0     | 0              | 0              | 0      | 0      | –      | 8      |
| 1969/70         | Excelsior       | Nederland       | Eerste divisie  | –          | 0          | –     | 0     | 0              | 0              | 0      | 0      | –      | 0      |
| 1970/71         | Excelsior       | Nederland       | Eredivisie      | –          | –          | –     | 0     | 0              | 0              | 0      | 0      | –      | –      |
| Carrière totaal | Carrière totaal | Carrière totaal | Carrière totaal | –          | –          | –     | 4     | 0              | 0              | 0      | 0      | –      | –      |

## Erelijst
Feijenoord
| Nationaal     |    |         |
| Landskampioen | 1x | 1964/65 |
| KNVB Beker    | 1x | 1964/65 |